# تشارلز ر. براون
تشارلز ر. براون (بالإنجليزية: Charles R. Brown)‏ هو ضابط أمريكي، ولد في 23 ديسمبر 1899 في توسكالوسا في الولايات المتحدة، وتوفي في 8 ديسمبر 1983.

## وصلات خارجية
- تشارلز ر. براون على موقع مونزينجر (الألمانية)